# Весели повратак
Весели повратак је југословенски телевизијски филм из 1968. године. Режирао га је Сава Мрмак, а сценарио је писао Новак Новак.

## Улоге
| Глумац                     | Улога |
| -------------------------- | ----- |
| Мија Алексић               |       |
| Драгољуб Гула Милосављевић |       |
| Михајло Бата Паскаљевић    |       |
| Миодраг Петровић Чкаља     |       |